# Altella uncata
Espèce
Synonymes
- Altella rupicola Simon, 1885
- Altella desertorum Simon, 1911

Altella uncata est une espèce d'araignées aranéomorphes de la famille des Argyronetidae.

## Répartition
Cette espèce est endémique d'Algérie.

## Description
Le mâle syntype mesure 1,9 mm et la femelle syntype 2,5 mm.

## Systématique et taxinomie
Cette espèce a été décrite par Simon en 1885.
Altella rupicola et Altella desertorum ont été placées en synonymie par Lehtinen en 1967.

## Publication originale
- Simon, 1885 : « Arachnides nouveaux d'Algérie. » Bulletin de la Société Zoologique de France, vol. 9, p. 321-327 (texte intégral).